# Munchlax
Munchlax (ゴンベ,Gonbe in de originele Japanse versie) is een van de 898 verschillende soorten Pokémon ontwikkeld door Satoshi Tajiri. Munchlax maakt deel uit van de vierde generatie Pokémon die te zien waren in Pokémon Diamond & Pearl. Hij eet veel en verstopt het eten ook bij zijn voeten. In tegenstelling tot zijn evolutie Snorlax is Munchlax juist wel actief en vindt het leuk op de hele dag te lopen, te voetballen en bezig te zijn. Munchlax gebruikt zijn aanval Metronoom zelden tot nooit. Als het echt nodig is gebruikt Munchlax Metronoom maar uiteindelijk gaat hij weer eten en slapen. Muchlax kan verkregen worden in de spellen door twee Snorlax te laten paren terwijl er één een Full Incense draagt. Maar ook als de speler honing tegen een boom smeert, heeft hij kans dat hij bij de boom komt om te eten en kan de speler hem vangen.
In de tekenfilm, vangt May een Munchlax als verwijzing naar het begin van een nieuwe generatie. Een van zijn aanvallen is de vecht-aanval Focus Punch. Munchlax verscheen verder ook nog in de zevende Pokémonfilm: Pokémon 7: Doel Deoxys. In de film evolueert hij uiteindelijk ook in Snorlax en helpt hij Ash Ketchum hierdoor. Dit is de eerste Pokémon die van de vierde generatie bekend werd gemaakt. Het eerste spel waar hij in voor komt is Pokémon dash.
Ook verschijnt Munchlax als een Pokémon uit een pokéball in Super Smash Bros. Brawl. Munchlax loopt hierbij door het level en eet alle voorwerpen die hij tegenkomt op.

## Evolutieketen
Munchlax → Snorlax